# ロータル
座標: 北緯22度31分17秒 東経72度14分58秒 / 北緯22.52139度 東経72.24944度

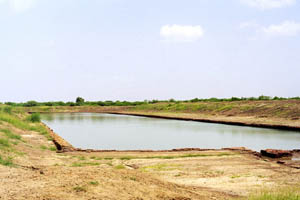
ロータル遺跡の「ドック」

ロータル（Lothal, लोथल） は、グジャラート州のアフマダーバード南方80km、サウラシュートラ地域（カーティヤーワール半島）の南側の付け根に位置するインダス文明の都市遺跡。
1954～63年にR・S・ラーオ(Shikaripura Ranganatha Rao)によって発掘調査が行われた。
インダス文明最盛期から後期に至る遺跡で、C14法で紀元前2600年～1800年頃に機能していたと考えられている。面積は、7.1haほどである。都市全体がほぼ正方形の厚い周壁に囲まれ、基壇上に築かれた「穀物蔵」や「沐浴」施設が設けられた「城塞」と呼ばれている施設が南東部分を占める。「城塞」よりも低い「市街地」には計画的に配された街路に沿って家屋が連なり、ビーズの工房跡や火を用いた「祭祀」跡が確認された。
「市街地」の西方には墓地があり、男女を合葬した例が見られるのが注目される。

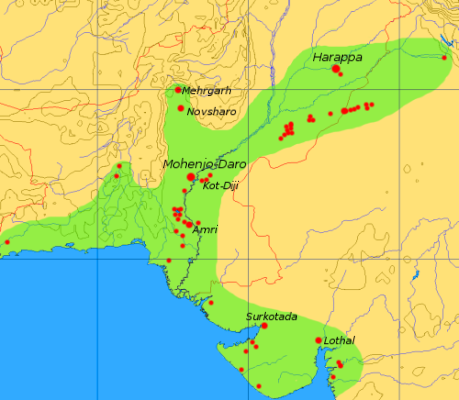
インダス川流域図とロータルの位置

また「市街地」の東側の壁に隣接して「ドック」と呼ばれる、219m×37m、深さ4.5mのレンガ造りの巨大なプール様の施設が確認されている。ドックは、運河で近くを流れるサーバルマティー川につなげられていることから、メソポタミアとの交易のための船の引き込み用施設、港湾施設ではないかと考えられたが、構造上無理があるという指摘もあり、貯水槽と考える研究者もいる。